# Solutions transitoires après le degré secondaire I en Suisse
 (octobre 2022).
Si vous disposez d'ouvrages ou d'articles de référence ou si vous connaissez des sites web de qualité traitant du thème abordé ici, merci de compléter l'article en donnant les références utiles à sa vérifiabilité et en les liant à la section « Notes et références ».
En Suisse, la scolarité obligatoire se termine après le Degré secondaire I. Une fois la scolarité obligatoire terminée chaque élève peut commencer une formation de Degré secondaire II, soit une formation générale, soit une formation professionnelle. Le passage au secondaire II n'est toutefois pas automatique puisqu'il exige que l'élève satisfasse aux conditions d'admission pour les filières générales (certains résultats scolaires exigés) ou alors qu'il trouve une entreprise formatrice qui lui permette de commencer une formation en alternance. Dans ce contexte, il existe des solutions transitoires qui permettent en une année complémentaire généralement appelées 10e année, de mieux préparer l'élève dans la réalisation de son projet professionnel. Ces solutions transitoires peuvent varier d'un canton à l'autre.

## Mesures

### Canton de Vaud
Dans le canton de Vaud, plusieurs mesures sont rattachées au sein de la "Transition 1" :
- OPTI, Office de perfectionnement et de transition.
- SeMo, Semestre de motivation.

### Canton de Genève
- Complément de formation à l'école de commerce ou à l'école de culture générale
- Centre de formation pré-professionnelle
- Cap formation
- Semestre de motivation : trois structures existent pour Genève, le SEMO de la Croix-Rouge, le SEMO de l'Solidar Suisse (anciennement Œuvre suisse d’entraide ouvrière - OSEO) et le SEMOLAC (PRO-JET), ce dernier, sur Nyon, intervient sur des secteurs de production différencié